# Ultradünnschnitt

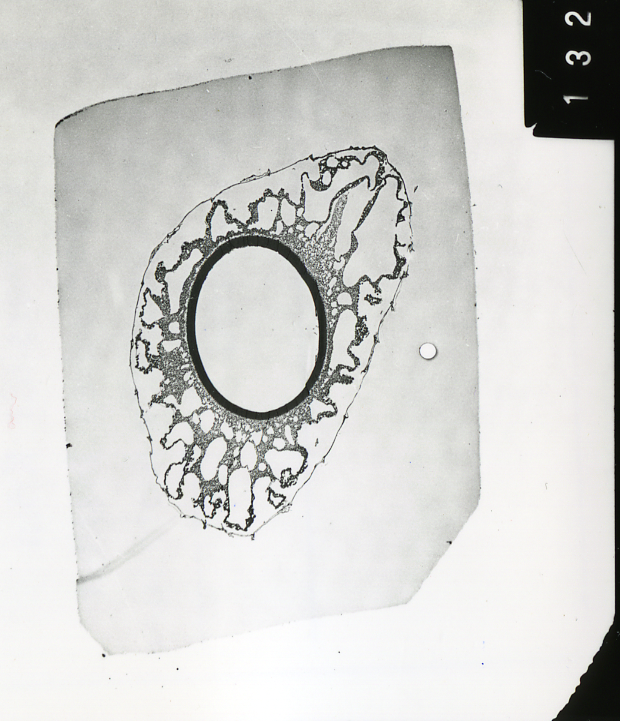
Ultradünnschnitt (Länge = 0,5 mm) einer Megaspore des Schwimmfarns Salvinia cucullata bei niedriger Vergrößerung im Transmissionselektronenmikroskop (Zwischenlinsenabbildung mit dem Zeiss EM9A - Präparation als „Fliegender Teppich“)

Der Ultradünnschnitt ist ein – unter anderem in der Biologie – angewandtes Verfahren, um Objekte für die Betrachtung mit einem Transmissionselektronenmikroskop vorzubereiten.

## Verfahren
Bevor ein biologisches Objekt im Transmissionselektronenmikroskop betrachtet werden kann, muss es in einem mehrere Tage dauernden Prozess präpariert werden.
Zuerst wird das biologische Material in verschiedene Substanzen (Osmiumtetroxid, Formaldehyd oder Glutaraldehyd) überführt. Dabei sterben die Zellen ab, die natürlichen Strukturen bleiben jedoch weitgehend unverändert erhalten. Nach dieser chemischen Fixierung wird das Präparat entwässert, in Kunstharz eingebettet und mit einem Ultramikrotom geschnitten. Das Diamantmesser des Ultramikrotom ermöglicht es, Schichten in einer Dicke von 50 Nanometer abzuschneiden. Eine Seite eines Buches ist etwa 1000-mal dicker als ein solches Präparat. Beim Schneiden wird das Präparat auf einem Wassertropfen aufgefangen und von dort aus mit einem feinen Metallnetz abgefischt. Auf diesem Trägernetz kann das Objekt in den Strahlengang des Elektronenmikroskops eingeführt werden.
Wenn Übersichtsaufnahmen angestrebt werden, sollten Lochblenden mit einer großen Öffnung von 1 oder 2 mm Durchmesser an Stelle von Trägernetzen genommen werden. Diese werden zunächst mit einer aus flüssiger Phase hergestellten Formvar-Folie überzogen (Dicke = 2–3 Nanometer). Nach deren Stabilisierung und Qualitätsprüfung im Elektronenmikroskop wird darauf der Ultradünnschnitt aufgebracht, so dass dieser bei einer Komplettabbildung wie ein fliegender Teppich erscheint (siehe Foto).
Während beim Lichtmikroskop die unterschiedliche Lichtdurchlässigkeit der Strukturen Bildkontraste bewirkt, sind es beim Elektronenmikroskop Unterschiede in der Elektronendurchlässigkeit. Diese sind jedoch bei biologischen Strukturen sehr gering. Deshalb muss das Präparat kontrastiert werden. Dies gelingt bereits beim Fixieren mit Osmiumtetroxid. Präparate aus dem Bereich der Paläobotanik bedürfen dieser Kontrastierung nicht. Solche Objekte sind im Sediment durch Phasen der Inkohlung mehr oder weniger stark kontrastiert worden.